# Raïon de Kagalnitskaïa
Le raïon de Kagalnitskaïa (en russe : Кагальницкий райо́н, Kagal’nitski raïon) est une subdivision de l'oblast de Rostov, en Russie. Son centre administratif est Kagalnitskaïa.

## Géographie
Le raïon de Kagalnitskaïa couvre 1 391 km2 et est situé au sud-ouest de l’oblast de Rostov, au sud du Don et de son delta.

## Histoire
Le raïon est créé en 1935 et prend ses frontières actuelles en 1963.

## Population
La population de ce raïon s'élevait à 28 668 habitants en 2016.

## Subdivisions territoriales
Le raïon comprend huit communautés rurales :
- Communauté rurale de Ivanovo-Chamchevo
- Communauté rurale de Kagalintskaïa
- Communauté rurale de Kalininskoïe
- Communauté rurale de Kirovskaïa
- Communauté rurale de Mokry Bataï
- Communauté rurale de Novobataïsk
- Communauté rurale de Rodnikovskoïe
- Communauté rurale de Khomoutovskaïa